# Dorfern
Dorfern ist eine Ortschaft und Katastralgemeinde in der Marktgemeinde Böheimkirchen, Niederösterreich.

## Geografie
Das Dorf Dorfern befindet sich fünf Kilometer südwestlich von Böheimkirchen, südlich der West Autobahn und ist über die Landesstraße L5049 und Nebenstraßen erreichbar. Weiter östlich liegt Siebenhirten. Am 1. Jänner 2024 zählte das Dorf 18 Einwohner.

## Geschichte
1822 wurde der Ort als Dorf mit acht Häusern genannt, das nach Böheimkirchen eingepfarrt war, wohin auch die Kinder eingeschult wurden. Die Herrschaft St. Pölten besaß die Ortsobrigkeit, die Herrschaft Wald übte die Landgerichtsbarkeit aus und die Herrschaft Totzenbach besorgte die Konskription. Die Untertanen und Grundholde des Ortes gehörten den Herrschaften Pottenbrunn und St. Pölten. Im Franziszeischen Kataster von 1821 ist Dorfern als Straßendorf mit mehreren bäuerlichen Anwesen verzeichnet. Laut Adressbuch von Österreich waren im Jahr 1938 in Dorfern keine Gewerbetreibenden ansässig.